# Jarošov nad Nežárkou
Jarošov nad Nežárkou – wieś i gmina w Czechach, w powiecie Jindřichův Hradec, w kraju południowoczeskim. Według danych z dnia 1 stycznia 2014 liczyła 1114 mieszkańców.